# 巴登大公國
巴登大公國（德語：Großherzogtum Baden）是德國西南部萊茵河東岸曾經存在的一個大公国，國祚由1806年至1918年。

## 歷史
巴登地區原為士瓦本地區的一部分，於12世紀開始以巴登藩侯國的名稱出現，並逐漸分裂成多支家系小國，直至1771年巴登地區才重新統一。1803年巴登被升巴登選侯國，卡尔·弗里德里希成為神聖羅馬帝國的選帝侯之一。1806年神聖羅馬帝國滅亡後巴登成為了一個領域更大的大公國。1815年巴登加入德意志邦聯。於德意志1848年革命時期，巴登是改革者活動的中心。1849年巴登於洛倫佐·布倫坦諾的領導下，是唯一短暫成為共和國的德意志邦國。最終於巴登的革命活動主要被普魯士軍隊所鎮壓。
巴登大公國1871年加入德意志帝國之後繼續成為一個具有獨立主權的國家。1918年德國革命後巴登成立了巴登共和國，為威瑪共和國的一部分。

## 憲法和政府
巴登大公國是一個世襲的君主國家，行政權力掌握在大公手中，立法機關為一個由兩個議院組成的代表制議會（Landtag）所組成。
上議院成員包括：統治家族的所有成年貴族、所有富裕家族的家族首領、天主教弗賴堡總教區主教、新教教會會長、一名所有大學和高等院校的代表、八位地區貴族每四年所選出的代表、三名商會代表、兩名農業代表、一位貿易代表、兩名縣市的市長、和八位大公所委任的成員（其中兩名為立法的政府官員）。
下議院成員則有73名代表，其中24名為數個公眾團體選出的代表、另外49個則為農村代表。每名25歲或以上的公民，如果沒有被定罪或不是貧民身份都有投票權。但是選舉並非為直接選舉。公民只會選出選舉代表（Wahlmänner），而這些選舉代表才會再選出議院議員。議院最少每兩年舉行會議一次。下議院成員每四年選舉一次，而每兩年會有半數議員退出。
行政機關由四個部門組成：內政、外交與大公事務部、財政部、司法部和教會事務與教育部。
國家的收入主要是由直接或間接的稅收、鐵路收益和領地財產所得來，鐵路由國家營運，是國家主要的國債來源，款項大約為二千二百萬英鎊。
國內的最高法院分別位於卡爾斯魯厄、弗賴堡、奧芬堡、海德堡、莫斯巴赫、瓦爾茨胡特、康斯坦茨和曼海姆，若然再上訴的話案件將會轉至位於萊比錫的德意志帝國最高法院（Reichsgericht）再審理。

## 巴登大公
- 1806年–1811年： 卡爾·弗里德里希 （* 1728年; † 1811年）
- 1811年–1818年： 卡爾 （* 1786年; † 1818年）
- 1818年–1830年： 路德維希一世 （* 1763年; † 1830年）
- 1830年–1852年： 利奧波德 （* 1790年; † 1852年）
- 1852年–1858年： 路德維希二世 （* 1824年; † 1858年）
- 1858年–1907年： 弗里德里希一世 （* 1826年; † 1907年，1852年起攝政，至1856年起獲「大公」稱號）
- 1907年–1918年： 弗里德里希二世 （* 1857年; † 1928年）

## 外部連結
- .  (第11版). London. 1911.

49°1′N 8°24′E / 49.017°N 8.400°E